# Champmeslé
Pour les articles homonymes, voir Champmêlé (homonymie).
Charles Chevillet, fils d'un tailleur sur soie mais qui se fit appeler sieur de Champmeslé, né et baptisé le 20 octobre 1642 à Paris où il est mort le 22 août 1701, est un acteur et dramaturge français.

## Biographie
Champmeslé débute au théâtre en 1665 en Normandie sur la scène du théâtre ambulant de François Serdin, où il rencontre la jeune belle et spirituelle Marie Desmares, veuve Fleurye. Le 9 janvier 1666, il l'épouse à Rouen où elle était née, ce qui plus tard fera d’elle « La Champmeslé ». Après la faillite de la compagnie Serdin en raison de l'épidémie de peste qui a éclaté en Normandie au cours de l'été 1668, les Champmeslé entrent dans la Troupe du Marais à Paris au début de 1669. En 1670, ils rejoignent tous deux la troupe de l'Hôtel de Bourgogne, où « Monsieur de Champmeslé », contrairement à son épouse, excellera dans des rôles comiques plutôt que tragiques. Il joue ensuite au Théâtre du Marais puis à l'Hôtel de Bourgogne et devient l'un des premiers sociétaires de la Comédie-Française.
Étant lui-même bon vivant et fantasque, il regarde sans se fâcher les amours de son épouse avec Racine jusqu'en 1677, ainsi que les nombreuses liaisons qui devaient suivre.
À sa mort, survenue en sortant d'un cabaret, le curé de Saint-Sulpice refuse le service funèbre et Champmeslé est inhumé dans le jardin de sa maison d'Asnières.
Champmeslé est aussi l'auteur d'une dizaine de pièces de théâtre, dont certaines en collaboration avec La Fontaine.

## Œuvres
Il a composé plusieurs comédies comme :
- Le Parisien, comédie en cinq actes, 1682 ;
- Les Grisettes, 3 actes ;
- Les Grissettes ou Crispin chevalier, 1 acte ;
- Le Florentin ;
- La Coupe enchantée ; il fit ces deux dernières en société avec Jean de La Fontaine

Ses Œuvres ont été réunies en 1696.

## Comédien
- 1681 : Bérénice de Jean Racine, Comédie-Française : Antiochus
- 1686 : Bérénice de Jean Racine, Comédie-Française : Paulin